# James Garner

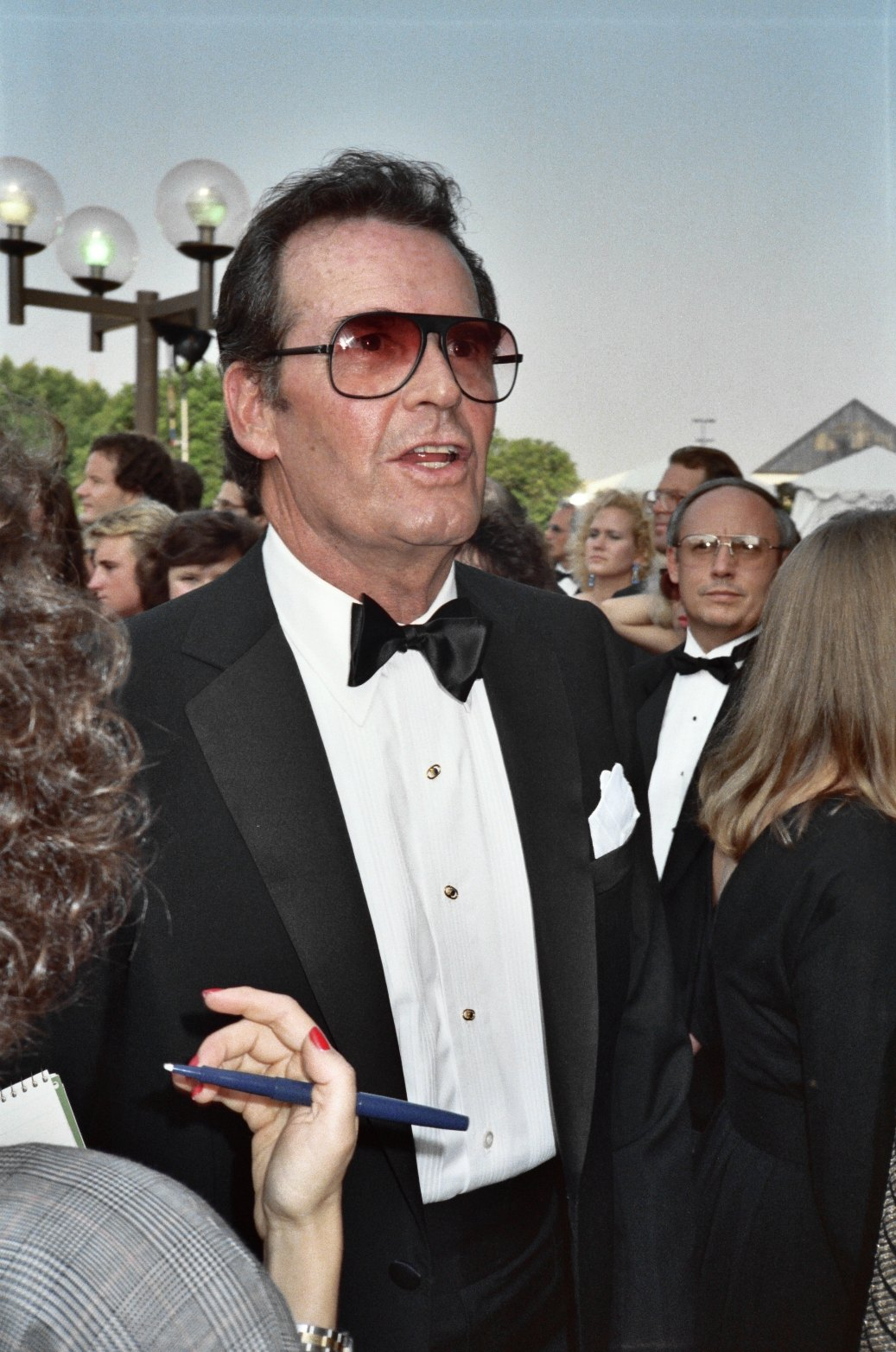
James Garner, 1987.

James Scott Garner, ursprungligen Bumgarner, född 7 april 1928 i Norman i Oklahoma, död 19 juli 2014 i Los Angeles, var en amerikansk skådespelare.

## Biografi
När James Garner var 16 år hoppade han av high school och gick med i handelsflottan. Han tjänstgjorde sedan i armén, sårades under Koreakriget och belönades med purpurhjärtat.
Efter militärtjänstgöringen hade Garner en rad olika arbeten, bland annat på en bensinmack, som mattläggare och som handelsresande. Han chansade på skådespelaryrket när en god vän 1954 erbjöd honom en roll i Broadwayuppsättningen av The Caine Mutiny Court-Martial. Lång (1,91 meter), mörk och stilig fick han snart småroller på TV och 1957 blev han populär i TV-serien Maverick.
Garner fick sedan huvudroller även i filmer och var vid mitten på 1960-talet en av Hollywoods populäraste stjärnor. Åren 1974–1980 hade han stor framgång i TV-deckaren Rockford tar över.

## Filmografi (urval)
- 1957–1961 – Maverick (TV-serie) (124 avsnitt)
- 1957 – Sayonara
- 1959 – Alias Jesse James
- 1961 – Ryktet
- 1962 – Drömbruden
- 1963 – Den stora flykten
- 1963 – Skojare från Texas
- 1963 – Smekmånad på tre
- 1964 – Krig och feg
- 1964 – 36 timmar
- 1967 – Grand Prix
- 1967 – Sheriffen i Tombstone
- 1968 – Akta're för sheriffen
- 1974–1980 – Rockford tar över (TV-serie) (122 avsnitt)
- 1979 – Health
- 1981 – The Fan
- 1982 – Victor/Victoria
- 1985 – Murphys romans (Murphy's Romance)
- 1992 – Varning Washington
- 1994 – Maverick
- 1995 – Streets of Laredo (miniserie)
- 1996 – My Fellow Americans
- 1998 – Skandalen
- 2000 – Chicago Hope (TV-serie) (4 avsnitt)
- 2000 – Space Cowboys
- 2001 – Atlantis – En försvunnen värld (röstroll)
- 2002 – Ya-Ya flickornas gudomliga hemligheter
- 2003–2005 – 8 Simple Rules (TV-serie) (45 avsnitt)
- 2004 – Dagboken – Jag sökte dig och fann mitt hjärta
- 2007 – Battle for Terra (röstroll)